# Aethiomerus madagassus
Aethiomerus madagassus är en insektsart som beskrevs av Ludwig Redtenbacher 1891. Aethiomerus madagassus ingår i släktet Aethiomerus och familjen vårtbitare. Inga underarter finns listade i Catalogue of Life.